# Daniele Meucci
Daniele Meucci (* 7. října 1985, Pisa) je italský atlet, běžec, který se věnuje dlouhým tratím, silničním a krosovým běhům.

## Kariéra
V roce 2005 skončil na ME do 22 let v německém Erfurtu v běhu na 10 000 metrů na 14. místě. Na Mistrovství Evropy v atletice 2006 ve švédském Göteborgu obsadil na stejné trati ve finále desáté místo. Ve stejném roce vybojoval na mistrovství Evropy v krosu v italském San Giorgio su Legnano v kategorii do 22 let bronzovou medaili v závodě na osm kilometrů (8,03 km) a stříbrnou medaili v týmové soutěži.
V roce 2007 si doběhl na ME do 22 let v maďarském Debrecínu pro bronzovou medaili na desetikilometrové trati. O rok později skončil na ME v krosu v Bruselu na dvanáctém místě (10 km). Na Mistrovství světa v atletice 2009 v Berlíně skončil v závodě na 5000 metrů v rozběhu na celkovém 24. místě.
V roce 2010 vybojoval na evropském šampionátu v Barceloně v čase 28:27,33 bronzovou medaili v běhu na 10 000 metrů. Ve stejném čase proběhl cílem také Brit Christopher Thompson, kterému však cílová fotografie přidělila stříbro. Rychlejší byl jen další britský běžec Mohamed Farah. Na poloviční trati obsadil Meucci ve finále šesté místo.
Jeho dosavadním největším sportovním úspěchem se stalo vítězství v maratonu na mistrovství Evropy v Curychu v roce 2014. V závodě se dostal do vedení krátce před 35. kilometrem, kdy předběhl dlouho vedoucího Poláka Chabowského a nakonec zvítězil v novém osobním rekordu 2:11:08.